# كاثي جاي كوهن
كاثي جاي كوهن (بالإنجليزية: Cathy J. Cohen)‏ هي كاتِبة أمريكية، ولدت في 1962.